# Vattetot-sur-Mer
Vattetot-sur-Mer és un municipi francès situat al departament del Sena Marítim i a la regió de Normandia. L'any 2007 tenia 308 habitants.

## Demografia

### Població
El 2007 la població de fet de Vattetot-sur-Mer era de 308 persones. Hi havia 112 famílies de les quals 28 eren unipersonals (8 homes vivint sols i 20 dones vivint soles), 32 parelles sense fills, 44 parelles amb fills i 8 famílies monoparentals amb fills.
La població ha evolucionat segons el següent gràfic:
Habitants censats

### Habitatges
El 2007 hi havia 259 habitatges, 120 eren l'habitatge principal de la família, 138 eren segones residències i 1 estava desocupat. 257 eren cases i 2 eren apartaments. Dels 120 habitatges principals, 101 estaven ocupats pels seus propietaris, 13 estaven llogats i ocupats pels llogaters i 6 estaven cedits a títol gratuït; 2 tenien dues cambres, 16 en tenien tres, 28 en tenien quatre i 74 en tenien cinc o més. 99 habitatges disposaven pel capbaix d'una plaça de pàrquing. A 45 habitatges hi havia un automòbil i a 62 n'hi havia dos o més.

### Piràmide de població
La piràmide de població per edats i sexe el 2009 era:
| Homes | Edats   | Dones |
| ----- | ------- | ----- |
| 0     | 95 o +  | 0     |
| 0     | 90 a 94 | 0     |
| 0     | 85 a 89 | 0     |
| 4     | 80 a 84 | 4     |
| 0     | 75 a 79 | 12    |
| 8     | 70 a 74 | 4     |
| 8     | 65 a 69 | 8     |
| 12    | 60 a 64 | 0     |
| 4     | 55 a 59 | 16    |
| 4     | 50 a 54 | 4     |
| 16    | 45 a 49 | 4     |
| 12    | 40 a 44 | 12    |
| 16    | 35 a 39 | 12    |
| 0     | 30 a 34 | 4     |
| 8     | 25 a 29 | 8     |
| 4     | 20 a 24 | 4     |
| 4     | 15 a 19 | 16    |
| 24    | 10 a 14 | 8     |
| 8     | 5 a 9   | 12    |
| 4     | 0 a 4   | 8     |

## Economia
El 2007 la població en edat de treballar era de 200 persones, 145 eren actives i 55 eren inactives. De les 145 persones actives 134 estaven ocupades (72 homes i 62 dones) i 11 estaven aturades (8 homes i 3 dones). De les 55 persones inactives 24 estaven jubilades, 17 estaven estudiant i 14 estaven classificades com a «altres inactius».

### Ingressos
El 2009 a Vattetot-sur-Mer hi havia 124 unitats fiscals que integraven 328,5 persones, la mediana anual d'ingressos fiscals per persona era de 18.313 €.

### Activitats econòmiques
Dels 5 establiments que hi havia el 2007, 1 era d'una empresa de comerç i reparació d'automòbils, 1 d'una empresa d'hostatgeria i restauració, 1 d'una empresa de serveis i 2 d'empreses classificades com a «altres activitats de serveis».
L'únic servei als particulars que hi havia el 2009 era un restaurant.
L'any 2000 a Vattetot-sur-Mer hi havia 5 explotacions agrícoles.

## Equipaments sanitaris i escolars
El 2009 hi havia una escola elemental integrada dins d'un grup escolar amb les comunes properes formant una escola dispersa.

## Poblacions més properes
El següent diagrama mostra les poblacions més properes.